# Pierre levée de Beaupreau
La pierre levée de Beaupreau est un menhir situé à Charcé-Saint-Ellier-sur-Aubance, dans le département français de Maine-et-Loire.

## Protection
L'édifice est classé au titre des monuments historiques en 1889.

## Description
Le menhir mesure 2,40 m de hauteur. Il est en grès éocène. Il faisait partie d'un ensemble de blocs entourant le dolmen, dit la Pierre Couverte de Beaupreau, situé à 19 m au nord-ouest. Godard Faultrier a cru reconnaître dans cet ensemble de blocs un cromlech entourant le dolmen. Un second bloc était encore visible en 1946 dont Michel Gruet a donné une description : « diamétralement opposé au précédent, à 17 m du dolmen, c'était un bloc prismatique rectangulaire régulier demi-couché, émergeant du sol, de 1,65 m de largeur, épaisseur 0,25 m ».
Selon Célestin Port, tous ces blocs épars étaient « les débris d'un second peulvan ou plutôt d'un dolmen détruit ».